# Admiralitetsøerne
Admiralitetsøerne er en gruppe på atten øer i Bismarckarkipelaget, nord for Ny Guinea i det Sydlige Stillehav. De omtales til tider som Manusøerne, efter den største ø.  Disse regnskovsdækkede øer udgør en del af Manusprovinsen, den mindste og tyndest befolkede provins i Papua Ny Guinea. Det samlede areal er på 2.100 km2. Mange af øerne er ubeboede atoller.
De største øer i midten af øgruppen er Manus og Los Negros. De andre større øer er Tong, Pak, Rambutyo, Lou og Baluan mod øst samt Mbuke syd for og Bipiøen vest for Manus. 

## Geografi
Temperaturen på Admiralitetsøerne svinger ikke meget i løbet af året med daglige maksimumtemperaturer på 30–32 °C og 20–24 °C om natten. Den årlige nedbørsmængde er 3.382 mm med juni-august som de vådeste. 
Manus højeste punkt er 700 meter over havet og er at vulkansk oprindelse. Øen dukkede formentlig op af havet for 8-10 mio. år siden. Undergrunden er enten vulkansk eller hævet koralrev – dvs. kalksten. 
Den største by er Lorengau på Manus, hvorfra der er vejforbindelse til lufthavnen på den nærliggende ø Los Negros. Ellers foregår transporten mellem øerne med båd. Der er meget lidt turisme, selv om kysterne er attraktive for dykkere, heriblandt Jean-Michel Cousteau som besøgte den nærliggende Wuvulu Island i 1970'erne.

## Økologi
På grund af den isolerede placering er regnskovene på Admiralitetsøerne hjem for sjældne og lokale arter af fugle, flagermus og andre dyr, og anses for at være en separat  ecoregion – Admiralitetsøernes lavlands regnskove. Hovedparten af skovene på Manus findes stadig, men nogle af de mindre øer er blevet ryddet for at give plads til avl af kokosnødder. Det typiske træ tilhører forskellige Calophyllum og Sararanga arter.
Det 58,5 km2 store Ndrolowa Wildlife Management Area blev oprettet i marts 1985 syd for Lorengau på Manus og rummer både hav- og landområder. Et område på 240 km2 er blevet fredet omkring det højeste bjerg på  Manus, Mt. Dremsel, men fredningsgraden er ikke fastlagt i UNEP World Database on Protected Areas.
Tre af de fuglearter, som kun findes på Admiralitetsøerne, er blevet optaget på listen over truede arter: Rhipidura semirubra, Pitta superba of Tyto manusi. Tre andre fuglearter findes også kun på Admiralitetsøerne, men anses ikke for truede: Philemon albitorques, Monarcha infelix og Ninox meeki.

## Historie
Sammen med Ny Guinea, Bismarckarkipelaget og Salomonøerne blev Admiralitetsøerne først beboet for omkring 40.000 år siden i forbindelse med den første bølge af udvandring fra Sydøstasien, som også førte mennesker til Australien. Disse tidlige samfund lader til at have dyrket taro og til at have indført vilde dyr fra Ny Guinea såsom bandicoots og store rotter. Obsidian blev indsamlet og handlet over hele Admiralitetsøernes øhav.
Lapitakulturen opstod for omkring 3.500 år siden og dens udbredelse rakte fra Admiralitetsøerne til Tonga og Samoa. Dens oprindelse er omstridt, men kan godt have været resultatet af en ny folkevandring fra Sydøstasien. Lapitakulturen skabte berømte krukker, huse på pæle og indførte husdyr såsom svin, hunde og høns. Der skete store fremskridt indenfor landbrug og bådebygning og gjorde det muligt at handle over lange afstande. Lapitakulturen, som selvstændig kultur og handelsnetværk, brød sammen for omkring 2.000 år siden.
Den første europæer, som besøgte øen var hollænderen Willem Schouten i 1616. Navnet Admiralitetsøerne blev opfundet af kaptajn i Royal Navy Philip Carteret i 1767.
Mellem 1884 og 1914 var området en tysk koloni. I november 1914 blev øerne besat af australske tropper, som blev landsat fra SS Siar. Nogle få skud affyret med en maskinkanon hen over hovederne på den lille tyske garnison var de sidste skud i det slag. Efter krigen blev øerne styret af Australien under et mandat fra Folkeforbundet.
Japanske tropper gik i land på Manus den 7. april 1942. I 1944 blev de japanske tropper på øen angrebet og besejret af allierede styrker i Felttoget på Admiralitetsøerne. Efterfølgende blev der bygget en stor amerikansk luftbase ved Lombrum nær Lorengau.